# سياحة إلكترونية
موقع السفر هو موقع إلكتروني يقدم تقييمات السفر، وأسعار الرحلات، أو كليهما. يحجز أكثر من 1.5 مليار شخص رحلاتهم سنويًا، 70% منها تتم عبر الإنترنت.

## الفئات
تشمل فئات مواقع السفر ما يلي:
مذكرات السفر والمدونات
يكتب الأشخاص مدونات سفر عن تجاربهم الخاصة، تتضمن أحيانًا نصائح للسفر في مناطق معينة، أو بشكل عام.
مواقع المراجعات
من الأمثلة على المواقع التي تجمع بين تقييمات السفر وحجز الرحلات: TripAdvisor وPriceline.com وLiberty Holidays وExpedia.
مقدمو الخدمات
غالبًا ما تحتفظ شركات الطيران، والفنادق، وفنادق المبيت والإفطار، وخطوط الرحلات البحرية، وشركات تأجير السيارات، وغيرها من مقدمي الخدمات المتعلقة بالسفر، بمواقعها الإلكترونية الخاصة التي توفر مبيعات التجزئة. تتضمن العديد من العروض المعقدة نوعًا من تقنيات محركات البحث للبحث عن الحجوزات ضمن إطار زمني معين، أو فئة خدمة، أو موقع جغرافي، أو نطاق سعري معين.
وكالات السفر عبر الإنترنت
مواقع وكالات السفر التي تبيع خدمات السفر والسياحة.
مُجمِّعات الأسعار ومحركات البحث الوصفي
تُجري مُحركات البحث الوصفي عمليات بحث عبر مُحركات بحث مُستقلة مُتعددة. غالبًا ما تستخدم مُحركات البحث الوصفي "استخلاص البيانات من الشاشة" للحصول على معلومات مُباشرة عن الرحلات الجوية. استخلاص البيانات من الشاشة هو طريقة للبحث في مواقع شركات الطيران، والحصول على محتوى من تلك المواقع عن طريق استخراج البيانات من نفس موجز HTML الذي يستخدمه المُستهلكون للتصفح (بدلاً من استخدام الويب الدلالي أو موجز قاعدة البيانات المُصمم ليكون قابلاً للقراءة آليًا). عادةً ما تُعالج مُحركات البحث الوصفي البيانات الواردة لإزالة الإدخالات المُكررة، ولكنها قد لا تُتيح خيارات "البحث المُتقدم" في قواعد البيانات الأساسية (لأن جميع قواعد البيانات لا تدعم نفس الخيارات). عادةً ما تأخذ مُجمِّعات الأسعار نسبة من كل عملية بيع تتم عبر مواقعها الإلكترونية.

## المدونات والمواقع الإخبارية حول خصومات السفر الحالية
تجمع مواقع عروض السفر وتنشر أسعارًا مُخفضة من خلال إرشاد المُستهلكين إلى أماكن العثور عليها عبر الإنترنت (أحيانًا، ولكن ليس دائمًا، من خلال رابط مُباشر). بدلًا من توفير أدوات بحث مُفصلة، تُركز هذه المواقع عمومًا على تقديم عروض خاصة مُعلن عنها، مثل عروض اللحظة الأخيرة من مُورِّدي السفر الذين يُحاولون استنفاد المخزون غير المُستخدم. لذلك، غالبًا ما تكون هذه المواقع الإلكترونية هي الأفضل للمستهلكين الذين يتمتعون بالمرونة بشأن الوجهات والمكونات الرئيسية الأخرى لمسار الرحلة.

## أدلة السفر والسياحة
تتخذ العديد من المواقع الإلكترونية شكل نسخة رقمية من دليل سياحي تقليدي، بهدف تقديم المشورة بشأن الوجهات والمعالم السياحية وأماكن الإقامة وما إلى ذلك التي تستحق الزيارة، وتوفير معلومات حول كيفية الوصول إليها. لدى معظم الولايات والمقاطعات والدول مكاتبها الخاصة للمؤتمرات والزوار، والتي عادةً ما ترعى موقعًا إلكترونيًا مخصصًا للترويج للسياحة في مناطقها. كما تدير المدن التي تعتمد على السياحة مواقع إلكترونية للترويج لوجهاتها، مثل VEGAS.com لمدينة لاس فيغاس.

## موقع السفر الاجتماعي
موقع السفر الاجتماعي هو نوع من مواقع السفر التي تبحث في المكان الذي يقصده المستخدم وتربطه بأماكن أخرى يرغب في زيارتها بناءً على الأماكن التي زارها الآخرون.

## الإقامات المنزلية
هناك العديد من مواقع السفر المتخصصة في تنظيم الإقامات المنزلية. تشمل هذه: 9flats، Airbnb، BeWelcome، CouchSurfing، Friendship Force International، HomeExchange.com، Hospitality Club، Intervac International، OYO Rooms، Pasporta Servo، Servas International، ThirdHome، Tripping.com، Warm Showers، Workaway، و WWOOF